# Royal Yeomanry

Regimentsabzeichen der Royal Yeomanry

 Die Royal Yeomanry (RY) ist das nach britischer Militärtradition ranghöchste Kavallerieregiment der Army Reserve. Das Hauptquartier des Regiments liegt im Londoner Stadtteil Fulham, mit weiteren Schwadronen in Nottingham, Dudley, Croydon (London), Windsor, Telford und Leicester. Als Kavallerieregiment ist es Teil des Royal Armoured Corps und dient als Reserve der 1st The Queen’s Dragoon Guards.

## Geschichte
Die Royal Yeomanry entstand am 1. April 1967 aus einer Verschmelzung von sechs historisch bedeutenden Yeomanry-Regimentern als Panzeraufklärer. Sie behielt diese Rolle bis 1996, worauf sie als ABC-Schutztruppe umfunktioniert wurde. Ab 1999 dienten drei Schwadronen mit dem Challenger 2 als Kampfpanzer-Reserve.
Im Januar 2003 wurden die zwei ABC-Schutzschwadronen des Regiments mobilisiert und in dieser Rolle in der Irak-Invasion eingesetzt. Dies war der erste Einsatz einer eigenständigen Reserveformation seit der Suezkrise in 1956. Entsprechend erhielt das Regiment zum ersten Mal für eine Reserveeinheit seit dem Zweiten Weltkrieg eine Battle Honour (Iraq 2003).
Während dieses Einsatzes dienten die Truppen vor Ort für die 16 Air Assault Brigade, die 7 Armoured Brigade (Desert Rats) und die 3 Commando Brigade als ABC-Spezialisten. Nach dem Zusammenbruch des Regimes unter Saddam Hussein, änderte sich diese Rolle zur Unterstützung der Friedenssicherung als Infanterietruppe. Seitdem dient das Regiment erneut in der Rolle der Panzeraufklärer.
Die Royal Yeomanry hatte eine durchgehende Präsenz im Irak und in Afghanistan bis zum Ende des britischen Einsatzes. Sie hat nachfolgend an weiteren Operationen teilgenommen, unter anderem der Bekämpfung des Islamischen Staates (Operation SHADER).

## Ausrüstung und Rolle
Das Regiment ist derzeit hauptsächlich mit dem RWMIK (Weapons Mount Installation Kit), einer Variante des Land Rover Wolf, und dem leichten Sabre-Panzer ausgerüstet. Ersteres ist mit dem General Purpose Machine Gun (GPMG) und der Browning M2 .50 Kaliber (HMG) bewaffnet. Es trägt außerdem das digitale BOWMAN Militärfunkgerät und spezialisierte Aufklärungs- und Überwachungsoptiken, u. a. Wärmebildtechnik.
In ihrer Funktion als leichte Kavallerie dient die Royal Yeomanry als mobile, schlagkräftige Spähtruppe, die eine Kapazität für Aufklärung, Infiltration und Kommando-Einsätze bietet.

## Aufstellung

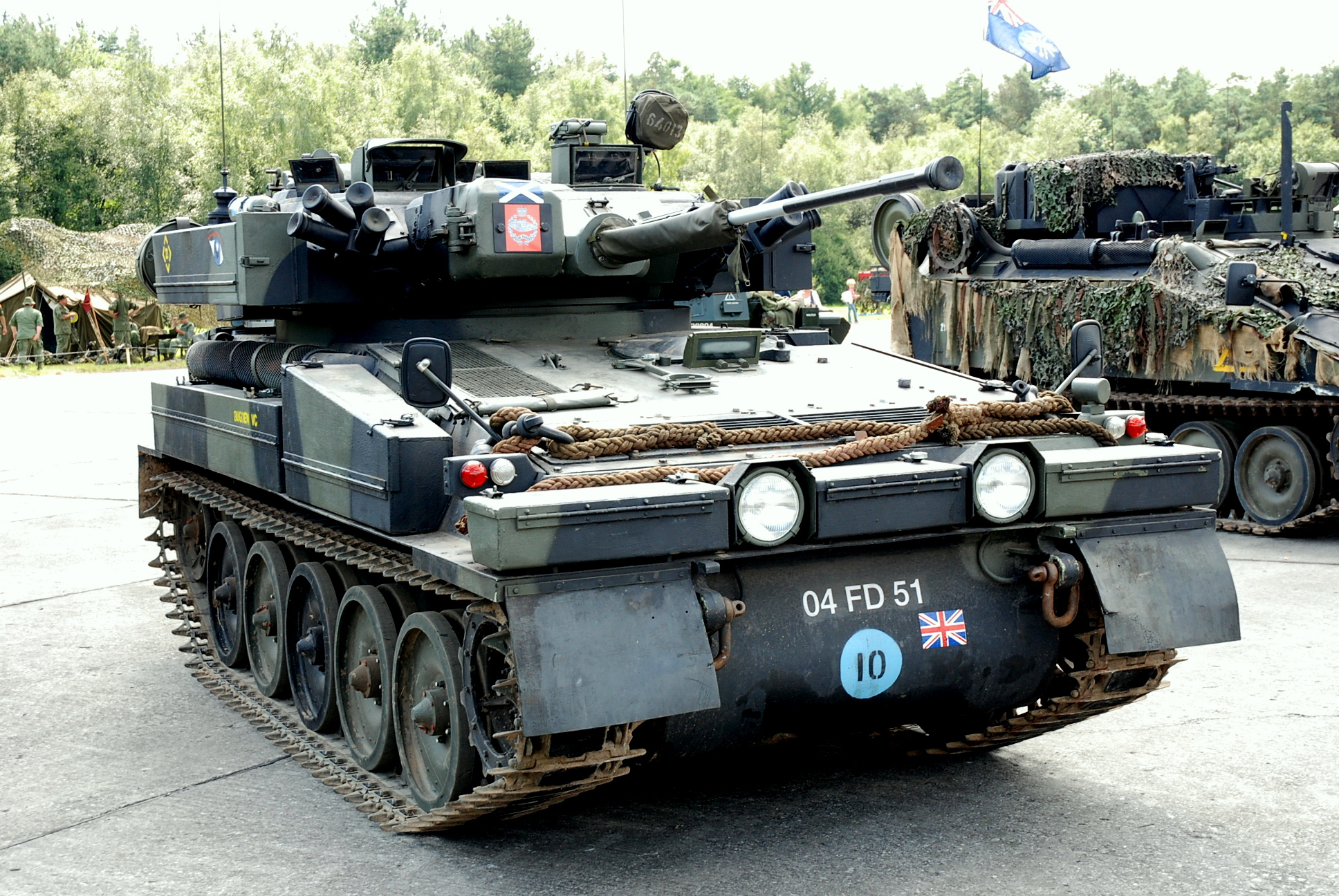
Sabre-Panzer

Seit 2014 dient die Royal Yeomanry als direkte Reserve der 1st The Queen’s Dragoon Guards, als Teil der 7th Infantry Brigade. Das Regiment besteht aus sechs Schwadronen und einer Militärkapelle:
- HQ Schwadron (Westminster Dragoons), London
- A Schwadron (Sherwood Rangers Yeomanry), Nottingham
- B Schwadron (Staffordshire, Warwickshire and Worcestershire Yeomanry), Dudley
- C Schwadron (Kent and Sharpshooters Yeomanry), Croydon (London)
- D Schwadron (Shropshire Yeomanry), Telford
- E Schwadron (Leicestershire and Derbyshire Yeomanry), Leicester
- The Royal Yeomanry Band (Inns of Court and City Yeomanry), London